# Nižnjaja Omka
Nižnjaja Omka (in russo Нижняя Омка?) è un villaggio dell'oblast' di Omsk, in Russia, nella parte sud della Siberia Occidentale. È il centro amministrativo del distretto Nižneomskij.
Si trova nella steppa di Barabinsk, sulla riva destra del fiume Om', 120 km a nord-est di Omsk e a 25 km dal confine con l'oblast' di Novosibirsk.